# Bean-Spill
Bean-Spill – trzecia EPka zespołu Minutemen wydana w 1982 przez wytwórnię Thermidor. Materiał nagrano w 1982 w studiach: "Media Art" (Hermosa Beach, Kalifornia) oraz w "Casbah Studio" (Fullerton, Kalifornia).

## Lista utworów[2]
1. "Split Red" (D. Boon, M. Watt) – 0:53
2. "If Reagan Played Disco" (M. Watt) – 1:15
3. "Case Closed" (M. Watt) – 1:28
4. "Afternoons" (M. Tamburovich, M. Watt) – 1:34
5. "Futurism Restated" (J. Boon, M. Watt) – 0:56

## Skład[2]
- D. Boon – gitara, śpiew
- George Hurley – perkusja
- Mike Watt – gitara basowa, wokal wspierający

produkcja
- Mike Patton – producent (1, 2)
- Spot – producent (3-5)